# Здание Казанского юнкерского училища
Здание Казанского юнкерского училища — историческое здание в Казани, на территории Казанского кремля. Построено в середине XIX века. Объект культурного наследия федерального значения.

## История
Здание первоначально построено для казарм военных кантонистов в 1840-х гг., автором его проекта был П. Г. Пятницкий (проект переработан по личному указанию Николая I). С 1861 года казармы принадлежали училищу военного ведомства, которое в 1866 году было реорганизовано в Юнкерское училище.
В 1874 году здание, первоначально двухэтажное, было надстроено третьим этажом и оштукатурено по проекту губернского архитектора Н. И. Ужумедского-Грицевича. В дальнейшем в здании продолжали размещаться военные учебные заведения: в 1920-х гг. — Татаро-башкирская военная школа, с 1937 года — Казанское пехотное училище, с 1941 года — танковое училище. После Великой Отечественной войны в здании находились различные учреждения.
Здание отреставрировано архитекторами Г. М. Гаязовой, В. О. Поповой, И. Б. Харисовой в 1994—1995 гг., а в 1997 году разобран поздний пристрой со стороны двора. В 2001—2005 годах здание приспособлено под музейную функцию. В нём размещены музей Великой Отечественной войны, Национальная художественная галерея, Центр «Эрмитаж-Казань».

## Архитектура

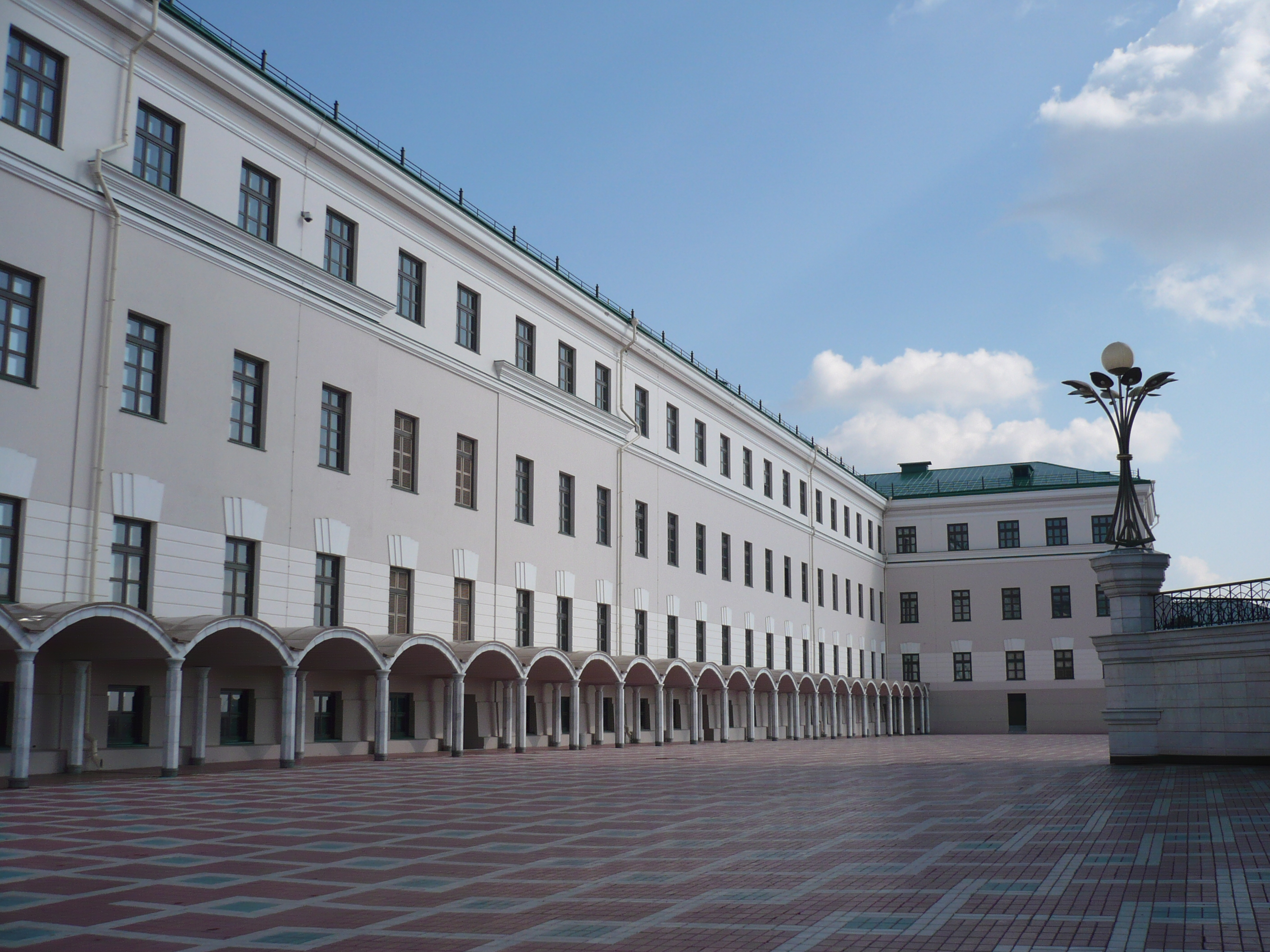
Вид здания училища со двора

Трёхэтажное здание вытянуто вдоль главной улицы кремля (ныне проезд Шейнкмана), расположено с левой стороны от него, если смотреть от Спасской башни. В состав строения входит, помимо корпуса собственно училища, трёхэтажный корпус казармы, а рядом находится одноэтажный манеж, вместе они оформляют двор. Здание выстроено в стиле позднего классицизма. Фасады декорированы лаконично: профилированные наличники окон, рустовка первого этажа. Над тремя входами в здание — металлические кованые навесы чебаксинского производства. Здание имеет симметричную внутреннюю планировку с центральным коридором. Сложные трёхмаршевые лестницы опираются на кирпичные арки и своды, ограждены коваными решётками.